# 特里威尼托

特里威尼托

特里威尼托（Triveneto），是義大利的一個地區。該地區又稱東北義大利，包括了弗留利-威尼斯朱利亞、特倫蒂諾-上阿迪傑、威尼托三個大區。